# Shark finning

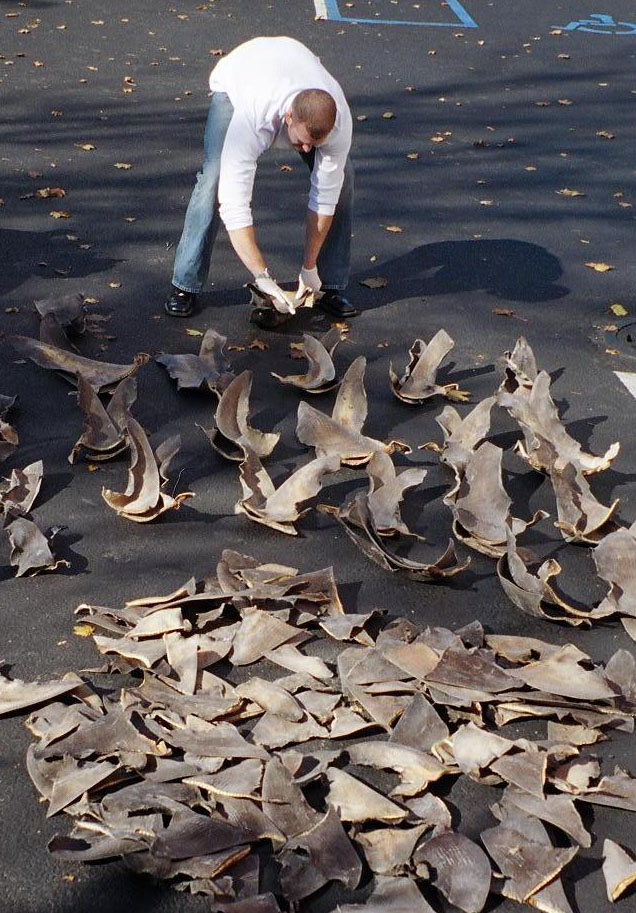
NOAA Agente da Guarda Costeira supervisionando barbatanas de tubarão confiscadas.

A remoção das barbatanas de tubarão refere-se à pratica de captura de tubarões para posterior remoção e retenção de barbatanas de tubarão, em que o resto do corpo é geralmente descartado no oceano ainda vivo. As barbatanas são normalmente utilizadas na preparação de sopa de barbatanas de tubarão chinesa. Incapazes de se mover normalmente, os tubarões morrem de asfixia ou são comidos por outros predadores.

## Efeitos sobre a espécie
Estudos realizados pela Organização das Nações Unidas sobre a Agricultura e a Alimentação (FAO) e organizações de conservação independentes estimam que a cada ano sejam capturados entre 100 e 150 milhões de tubarões. O processo envolve navios de pesca com a crescente procura de produtos de tubarões (incluindo barbatanas) para o mercado asiático e restaurantes asiáticos de todo o mundo. A procura por sopa de barbatanas de tubarão, de cartilagem para produtos farmacêuticos, assim como para medicina tradicional chinesa, estão causando um verdadeiro desastre ecológico para este grupo de peixes. Não obstante, o preço das barbatanas mais solicitadas pode chegar a 600 euros por quilograma.
Nas últimas décadas, muitas espécies de tubarões encontram-se à beira da extinção devido à pesca predatória insustentável, especialmente pela prática do finning, o que é legal na maior parte do mundo (apesar da União Europeia ter proibido recentemente). Estimates of the global value of the shark fin trade range from a minimum of US$540 Million A população de tubarões diminuiu em algumas espécies em cerca de 90%. Esse declínio é bastante prejudicial para a sobrevivência destes peixes devido às características ecológicas de tubarões que os torna muito vulneráveis à captura em massa, uma vez que se trata de peixes que crescem lentamente, a sua maturação sexual ocorre após vários anos e produzem poucas crias.